# Gatans lag (film, 1997)
För andra betydelser, se Gatans lag.
Gatans lag (originaltitel: Lesser Prophets) är en amerikansk kriminalfilm från 1997 i regi av William DeVizia efter filmmanus av Paul Diomede.

## Handling
Filmens huvudtema är en utpressningsaffär bland småkriminella som ägnar sig åt vadslagningsaffärer.

## Medverkande i urval
- John Turturro – Leon
- George DiCenzo – Jerry
- Michael Badalucco – Charlie
- John Spencer – Ed
- Jimmy Smits – Mike
- Scott Glenn – Iggy
- Elizabeth Perkins – Susan
- Zachary Badalucco – Charlies son
- Amy Brenneman – Annie
- Mike Starr – Larry